# Nationaal Park Taganaj
Nationaal Park Taganaj (Russisch: Национальный парк Таганай) is een nationaal park gelegen in de oblast Tsjeljabinsk van Rusland en behoort geografisch gezien tot de Zuidelijke Oeral. De oprichting vond plaats op 5 maart 1991 per decreet (№ 130/1991) van de Raad van Ministers van de Russische SFSR en heeft een oppervlakte van 568,43 km². Het doel van de oprichting was om een van de meest unieke delen van de Zuidelijke Oeral te beschermen, het gelijknamige bergmassief Taganaj.

## Kenmerken
Het Nationaal Park Taganaj is gelegen in de Zuidelijke Oeral en bestaat uit imposante bergpieken met rotsachtige hellingen en kliffen, diepe rivierdalen, bergpassen, bergbossen en alpenweiden. Vanwege de vele panorama's en het goed ontwikkelde wegen- en padennetwerk wordt het gebied in toenemende mate bezocht door toeristen. In het westen van Nationaal Park Taganaj ligt de bergketen Grote Taganaj, die uit vier belangrijke bergtoppen bestaat: de Dvoeglavaja Sopka (1.041 m), Otkliknoj Greben (1.155 m), Kroeglitsa (1.178 m) en Dalni Taganaj (1.112 m). Ten noordoosten van de Grote Taganaj ligt de Joermarug, met een maximale hoogte van 1.002 meter boven zeeniveau. Daarnaast bevindt zich in het centrale deel van het nationaal park de bergketen Midden-Taganaj (max. 959 m) en in het oosten de Kleine Taganaj (max. 1.033 m).

## Flora en fauna
In Nationaal Park Taganaj zijn 728 soorten vaatplanten geïdentificeerd, verspreid over 92 families. Vanwege de ligging worden zowel Centraal- en Oost-Europese, als West-Siberische soorten waargenomen. Van de hier voorkomende vaatplanten zijn er 11 opgenomen op de rode lijst van bedreigde soorten van de Russische Federatie en 27 van deze soorten zijn endemisch voor het Oeralgebergte.
Bossen bedekken ca. 93% van het gebied, waarbij de volgende soorten de belangrijkste bosvormers zijn: Siberische spar (Picea obovata), fijnspar (Picea abies), Siberische zilverspar (Abies sibirica), grove den (Pinus sylvestris), Siberische lariks (Larix sibirica), zachte berk (Betula pubescens), ruwe berk (Betula pendula), ratelpopulier (Populus tremula), witte els (Alnus incana), winterlinde (Tilia cordata), Noorse esdoorn (Acer platanoides), bergiep (Ulmus glabra) en wilde lijsterbes (Sorbus aucuparia). Sparren en berken zijn echter de dominante soorten.
Van de gewervelde dieren zijn er meer dan 50 soorten zoogdieren, ca. 130 vogels, zes reptielen, drie amfibieën en zeven vissen vastgesteld. Opmerkelijke zoogdieren in Nationaal Park Taganaj zijn bijvoorbeeld de bruine beer (Ursus arctos), Euraziatische lynx (Lynx lynx), wolf (Canis lupus), Siberische wezel (Mustela sibirica), Siberisch ree (Capreolus pygargus), eland (Alces alces), boslemming (Myopus schisticolor), gewone vliegende eekhoorn (Pteromys volans), noordse vleermuis (Eptesicus nilssonii), grijze grootoorvleermuis (Plecotus austriacus) en oostelijke egel (Erinaceus roumanicus). Enkele interessante broedvogels zijn o.a. het auerhoen (Tetrao urogallus), korhoen (Lyrurus tetrix), hazelhoen (Tetrastes bonasia), boskoekoek (Cuculus optatus), grauwe fitis (Phylloscopus trochiloides), goudlijster (Zoothera aurea) en de wilgengors (Emberiza aureola).

## Afbeeldingen

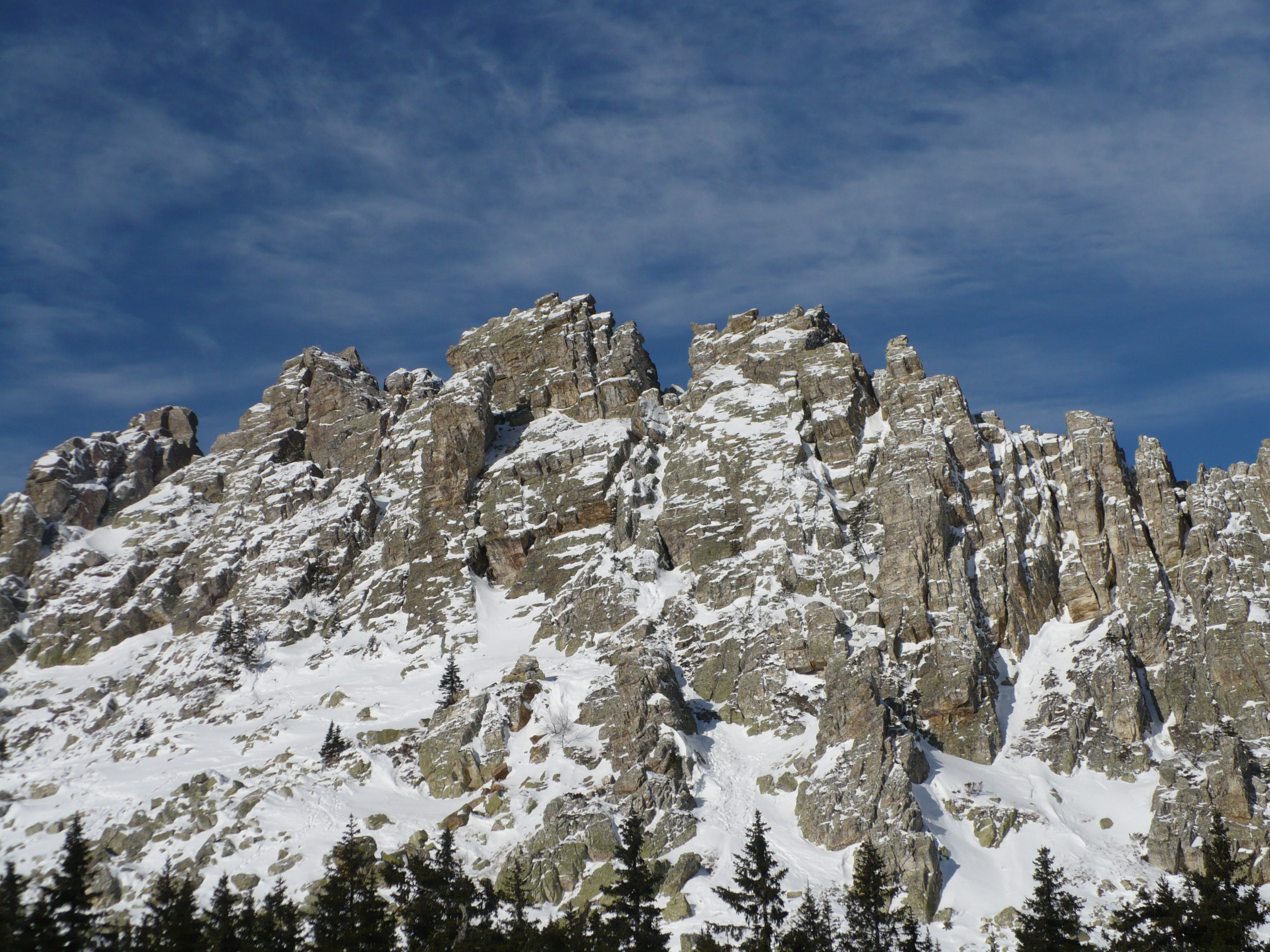
Steile kliffen van de Otkliknoj Greben (1.155 m).
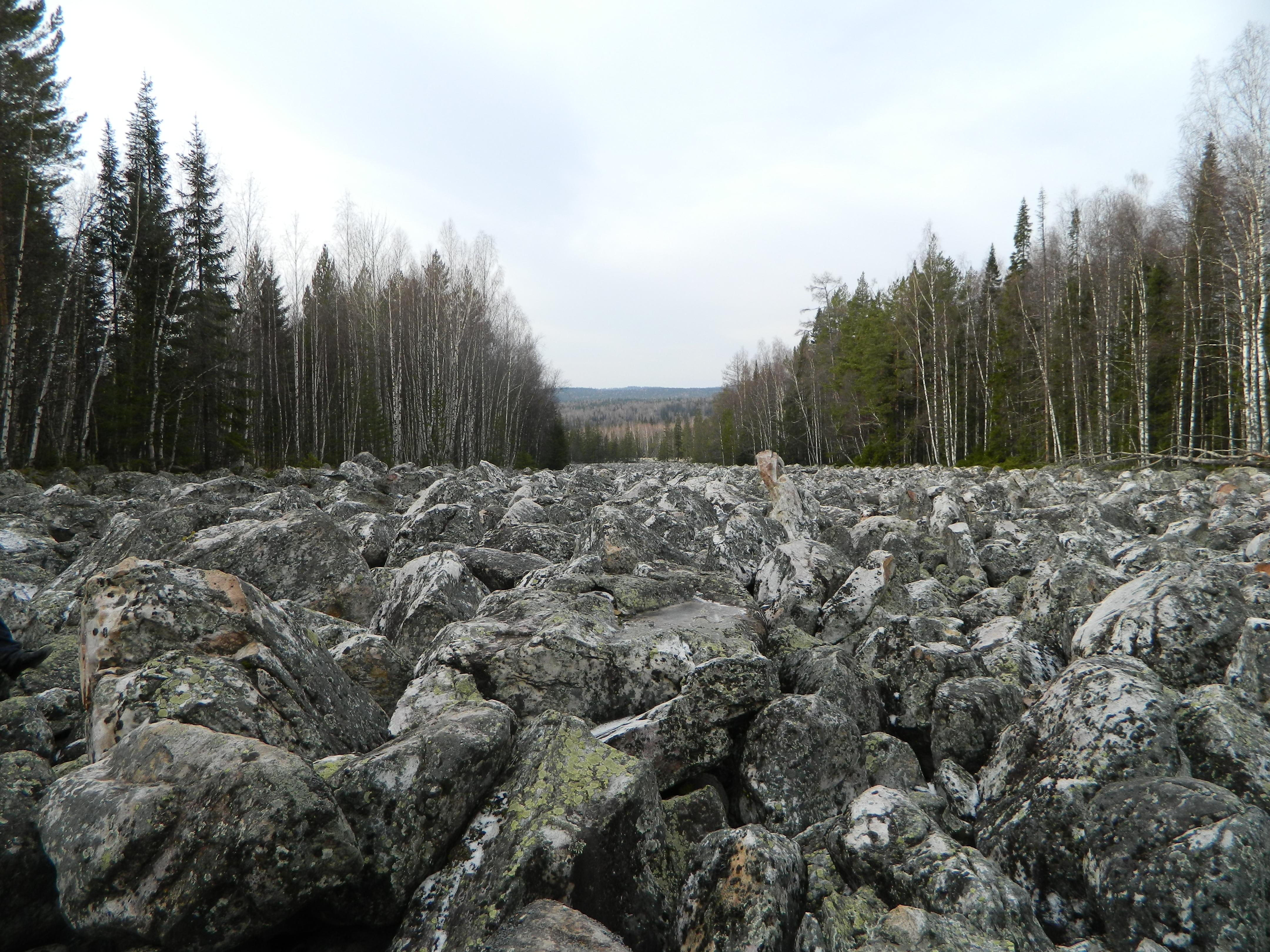
Puinhelling in N.P. Taganaj.
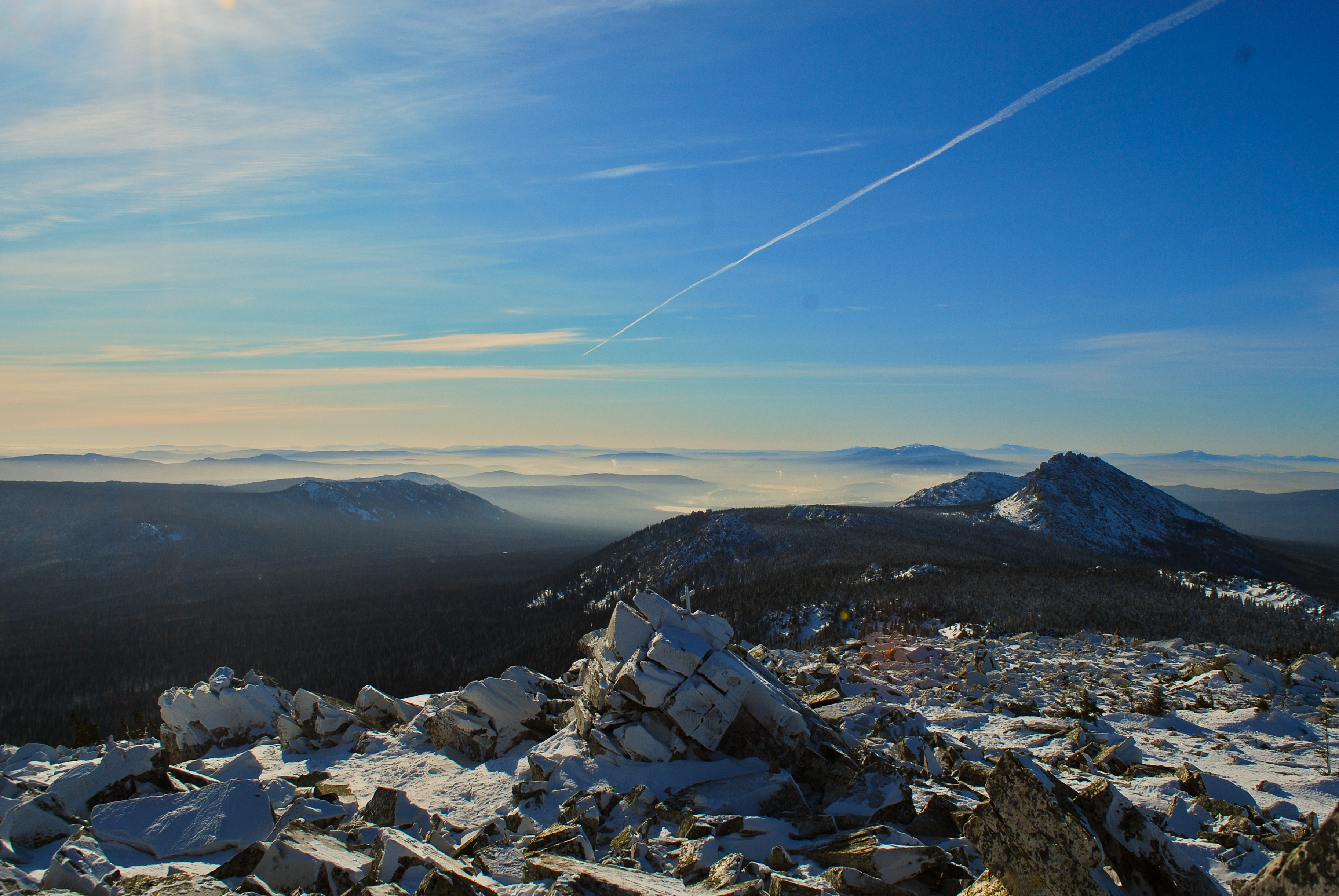
Uitzicht vanaf de Kroeglitsa (1.178 m) op de Grote Taganaj.
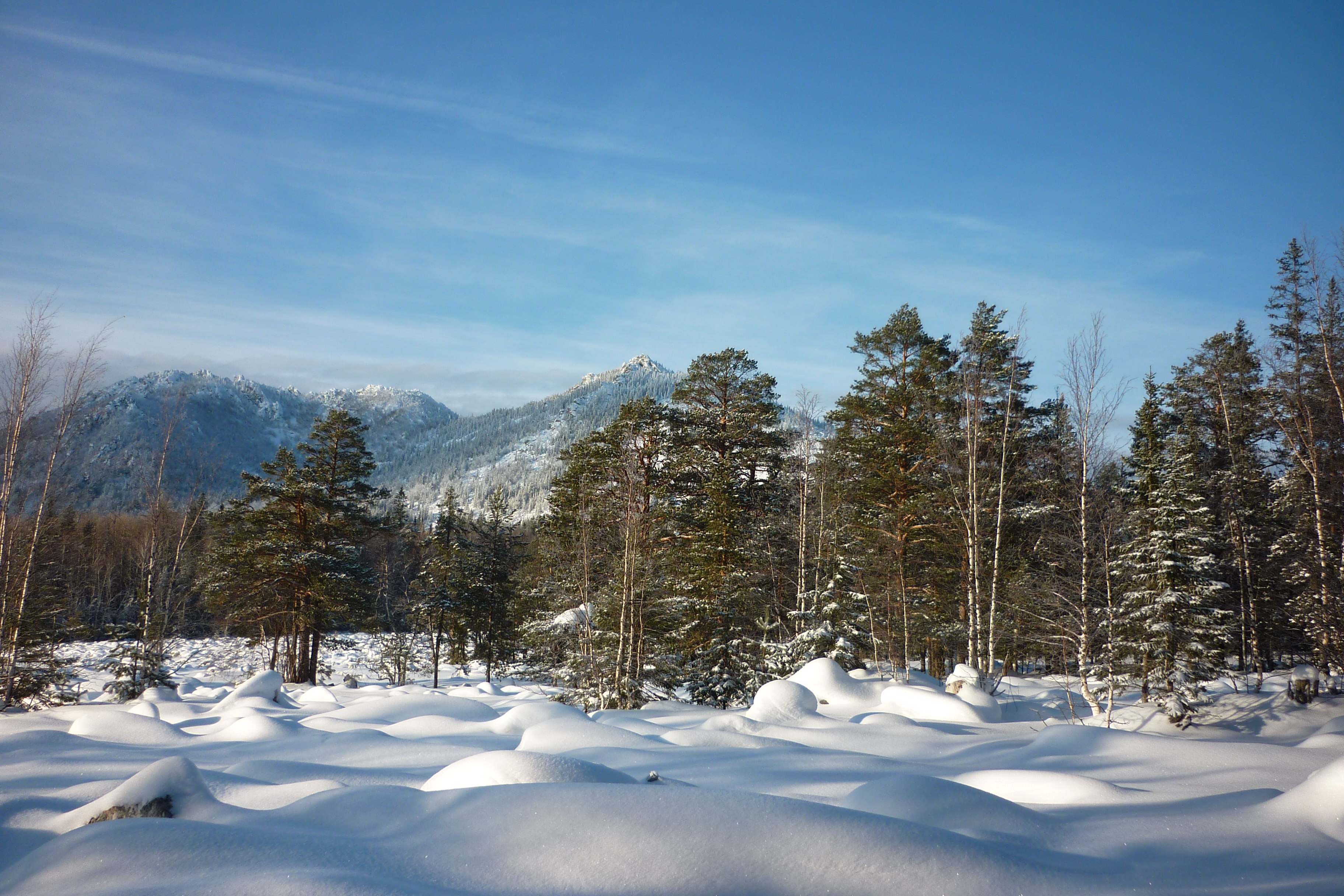
Uitzicht op de Dvoeglavaja Sopka.
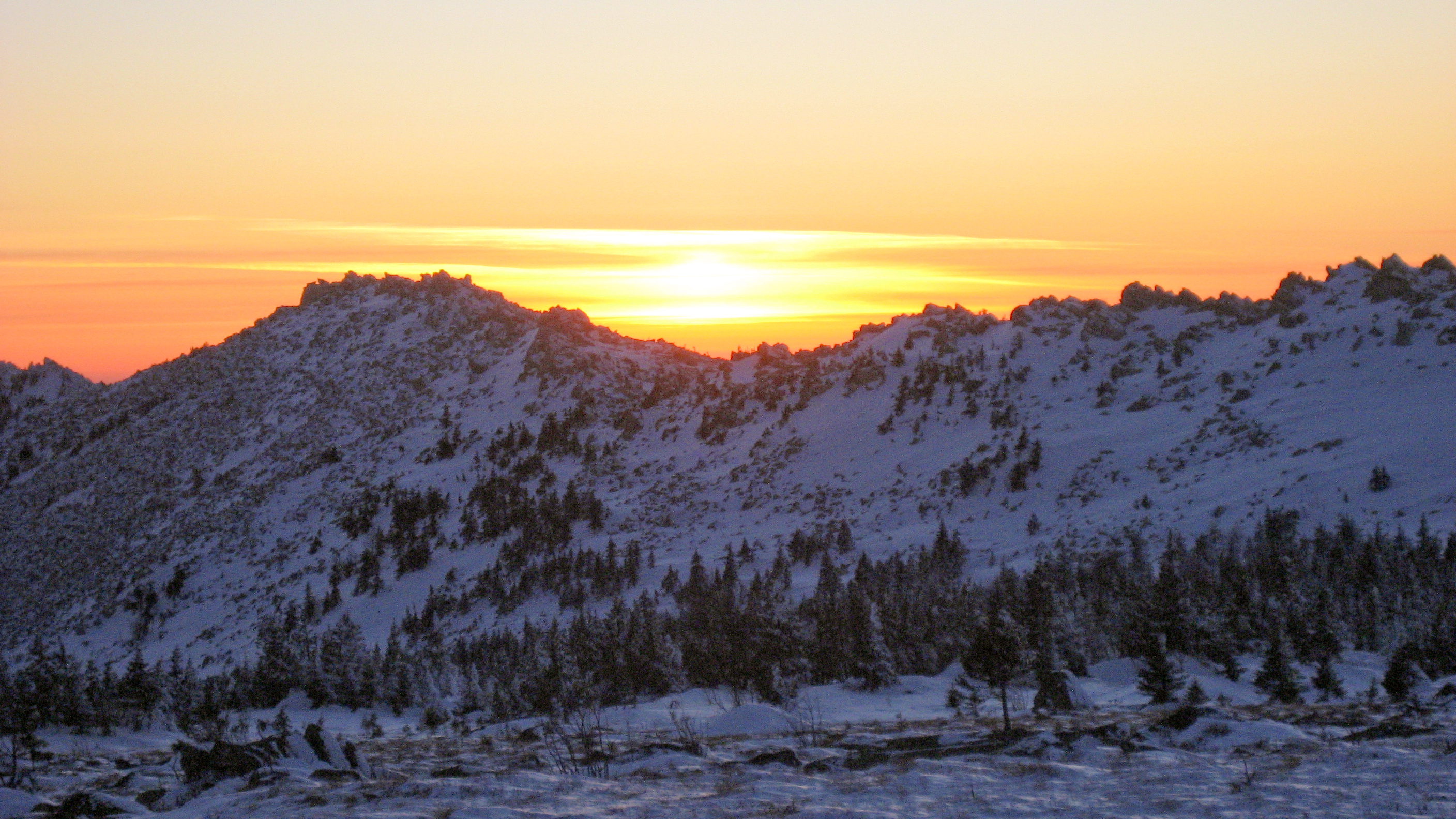
Zonsondergang over N.P. Taganaj.
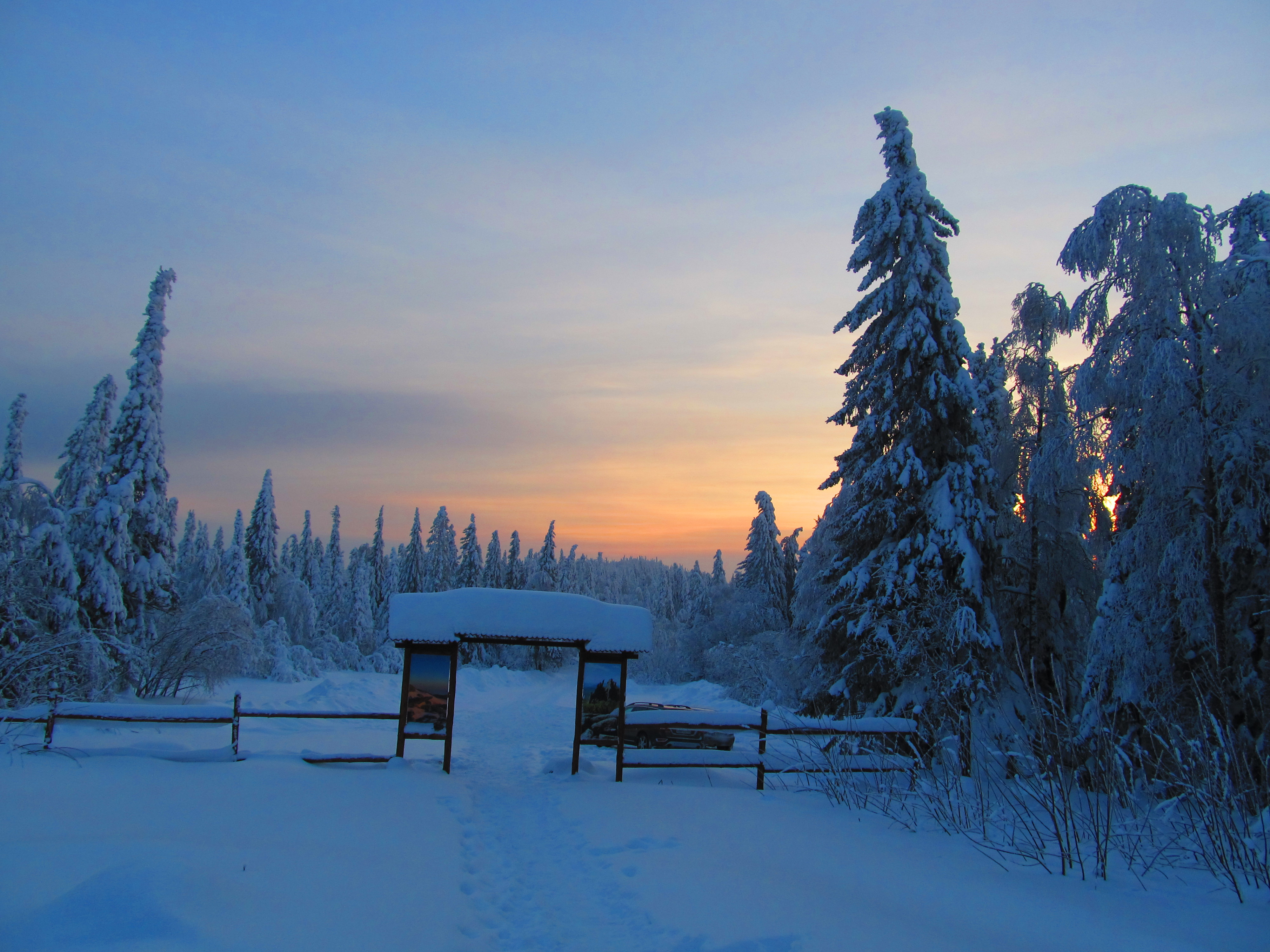
Een van de ingangen naar het nationaal park.
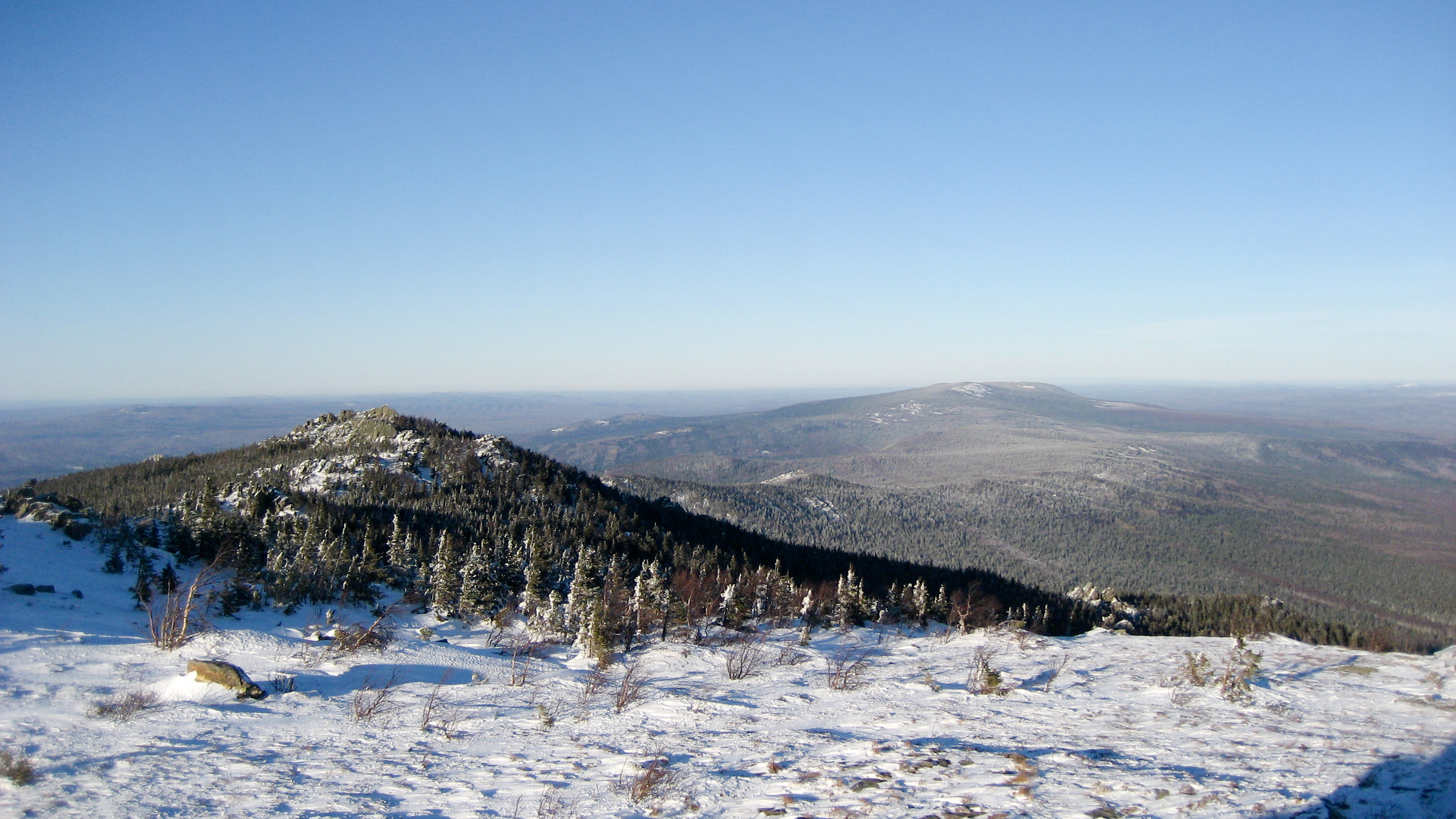
Uitzicht in de richting van de Joermarug.